# Lars Göran Carlson
Lars Göran Carlson (* 30. August 1936 in Göteborg) ist ein schwedischer Regisseur und Schauspieler.

## Filmografie (Auswahl)
- 1962: Raggargänget
- 1964: Ferien auf der Kräheninsel (Vi på Saltkråkan) (TV)
- 1966: Heja Roland!
- 1966: Adam in Schweden (Adamsson i Sverige)
- 1971: Den byxlöse äventyraren (hier als Regisseur)
- 1979: Vater sein dagegen sehr (Jag är med barn)
- 1981: Der Gockel (Tuppen)
- 1989: Förhöret
- 2005: Håkan Nesser – Münsters Fall
- 2001: Deadline – Terror in Stockholm (Sprängaren)
- 2011: Irene Huss, Kripo Göteborg – Die Tote im Keller (Irene Huss – En man med litet ansikte)